# Duinrietstipschoteltje
Het duinrietstipschoteltje (Pseudohelotium alaunae) is een schimmel behorend tot de familie Helotiaceae. Het groeit op grassen.

## Verspreiding
Het duinrietstipschoteltje voor in Europa, Zuid-Amerika, Afrika en Azie. In Nederland komt het uiterst zeldzaam voor.